# Bob Merrill
Pour les articles homonymes, voir Merrill.
Henry Robert Merrill Levan ou plus communément Bob Merrill, né le 17 mai 1921 à Atlantic City dans l'état du New Jersey, mort le 17 février 1998 à Beverly Hills dans l'état de la Californie est un auteur-compositeur américain de comédies musicales, de chansons populaires et de musiques de films. Il est devenu célèbre en écrivant le livret de Funny Girl et pour avoir composé les chants de la comédie musicale Carnival! (en).

## Biographie
Bob Merrill est le fils  de James Arthur Lavan, un confiseur, et de Sadie Abrahams Lavan, Merrill, est élevé à Philadelphie dans l'état de la Pennsylvanie.